# R.H. Stearns and Company
R.H. Stearns & Company, of Stearns, zoals het in de volksmond werd genoemd, was een warenhuis in Boston, Massachusetts. Het werd in 1847 opgericht door R.H. Stearns.
De vlaggenschipwinkel, het R.H. Stearns Building uit 1909, was gevestigd aan Tremont Street, tegenover Boston Common. Dit was een paar blokken verwijderd van de belangrijkste concurrenten aan Washington Street, Filene's en Jordan Marsh.
R.H. Stearns creëerde een niche door meer servicegericht te zijn dan zijn concurrenten. Het werd door velen als de "carriage trade" winkel van het gebied rond Boston te zijn. Halverwege de jaren 1970 werd de winkel ook getroffen door de veranderingen in de detailhandel. R.H. Stearns had niet dezelfde financiële draagkracht als Filene's of Jordan Marsh, die beide eigendom waren van grote nationale retailholdings. 
Ten tijde van Stearns' overlijden was Filene's eigendom van Federated Department Stores en Jordan Marsh was eigendom van Allied Stores.

## Geschiedenis

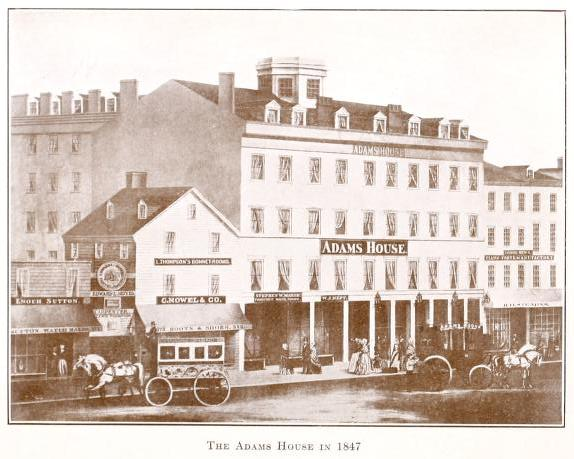
Adamshuis, 1847. De eerste winkel van R.H. Stearns is de eerste deur aan de noordkant (rechts).

In 1847 opende Richard H. Stearns een winkel met één ruimte op Washington Street 369, naast het Adams House, waar hij tuinartikelen, baleinen en draad verkocht. In de daaropvolgende 25 jaar verhuisde hij zijn bedrijf meerdere malen, maar nooit verder dan een paar blokken van de plek waar hij was begonnen. In 1885 maakte Stearns plannen voor een grotere verhuizing.
De Boston Masonic Temple, gebouwd in 1830 op de plek van de Washington Gardens op de hoek van Tremont Street en Turnagain Alley (nu Temple Place), werd in 1858 verkocht aan de Amerikaanse overheid om te gebruiken als federaal gerechtsgebouw. Het gebouw werd in 1885 op een veiling verkocht aan William Fletcher Weld, die het onmiddellijk verhuurde aan R.H. Stearns and Co. 

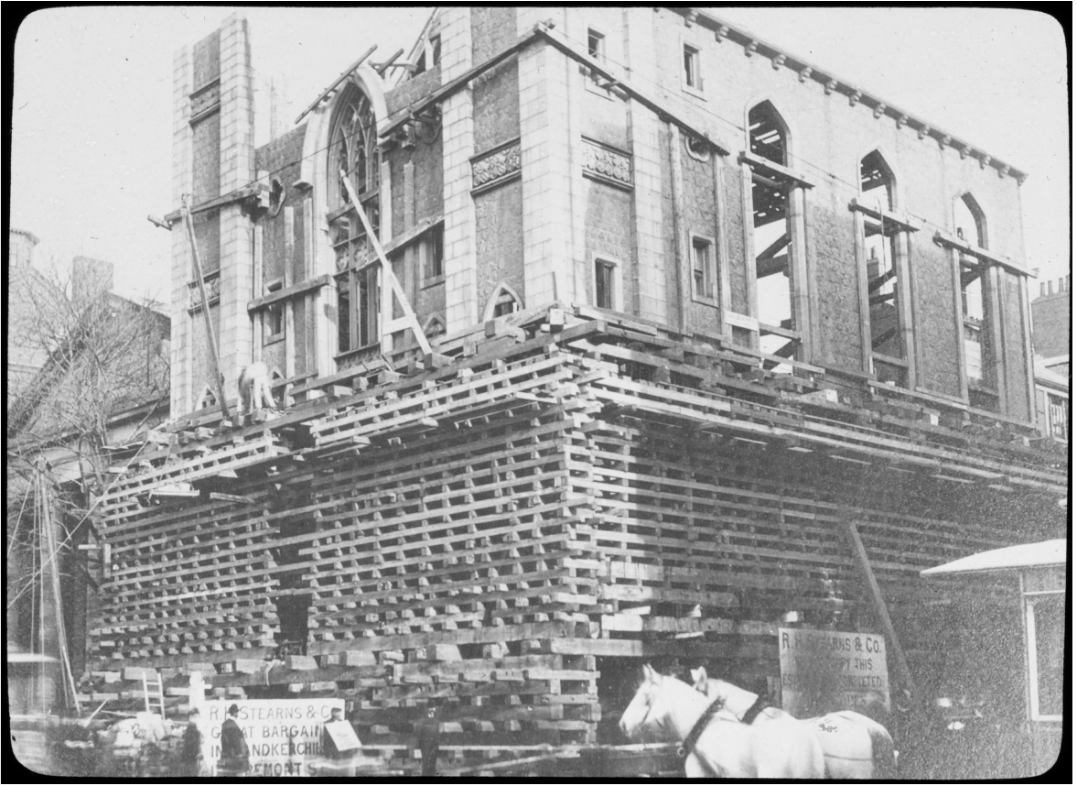
Vrijmetselaarstempel wordt omgebouwd tot een commerciële ruimte voor R.H. Stearns, 1885

Stearns begon aan een ambitieus verbouwingsproject waarbij de tempelmuren werden verhoogd en er twee verdiepingen van ijzer en glas onder werden geplaatst. 
Toen het op 2 juni 1886 werd geopend, was het warenhuis gevestigd in de kelder en de eerste twee verdiepingen. De bovenste verdiepingen, met een aparte ingang op 10 Temple Place, werden verhuurd aan kleine bedrijven.
De nieuwe winkel werd goed ontvangen, zo meldt de Boston Evening Transcript. 

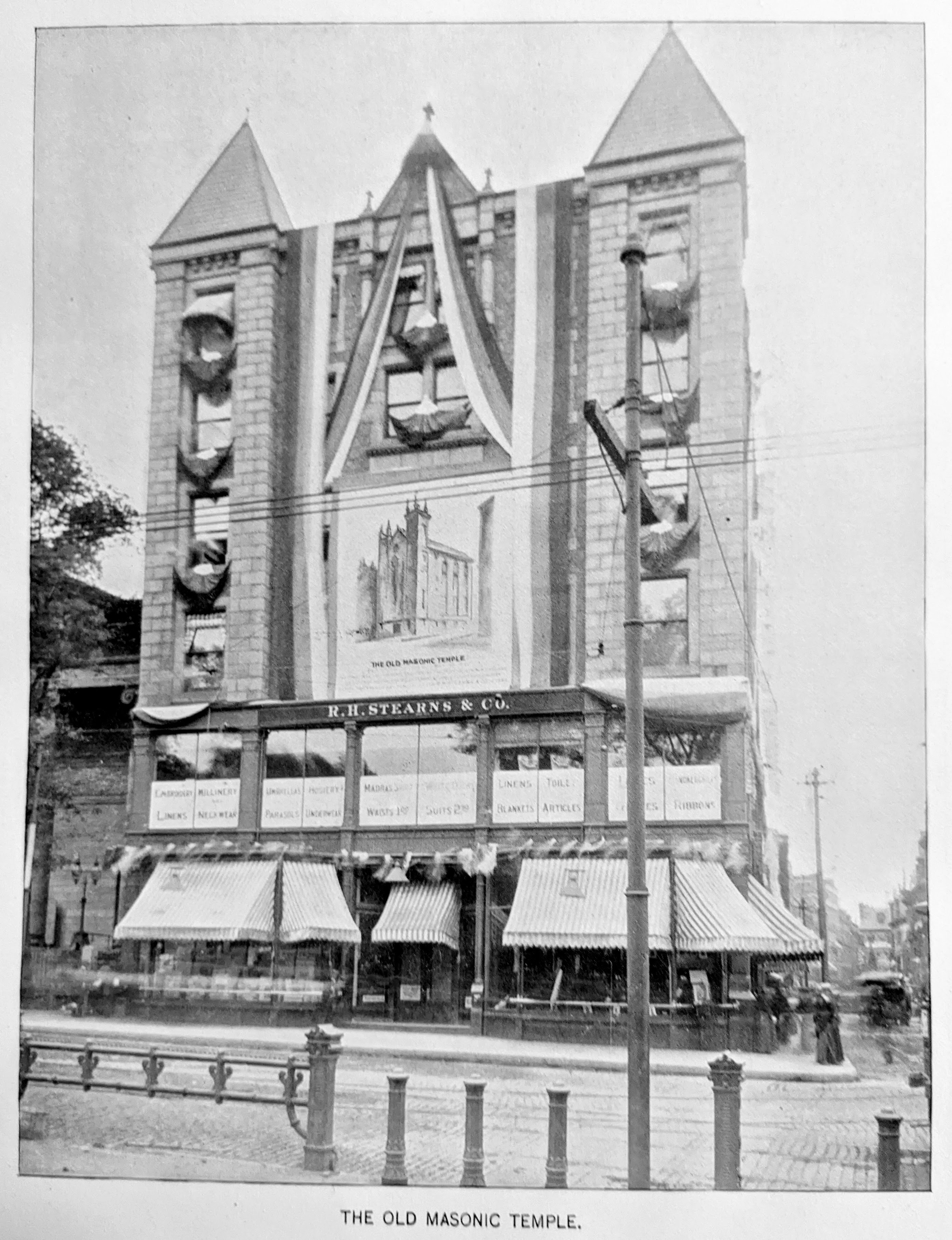
R.H. Stearns-winkel versierd voor het Tempeliersconclaaf in Boston, augustus 1895.

"Eén ding dat elke bezoeker moet opmerken is de opmerkelijke hoeveelheid licht die wordt verkregen, want aangezien er licht wordt ontvangen van alle vier de zijden van het gebouw, is er nauwelijks een donker hoekje in de winkel, en zelfs de kelder ziet er helder en vrolijk uit. De winkel is ingericht in essenhout, de toonbanken hebben kersenhouten bladen, en elke afdeling is verbonden met de kassa door middel van de Lamson-gelddrager. De winkel wordt uitsluitend verlicht door elektrisch licht – zowel boog- als gloeilampen – van het Thomson-Houston-systeem."
De verkoopvoorraad bestond inmiddels uit meer dan alleen baleinen en garen. In 1886 verkocht de winkel waaiers en luxe artikelen, briefpapier, kant en zakdoeken, passementen, knopen, naaibenodigdheden, parasols, korsetten, omslagdoeken, kinderkleding, benodigdheden voor kunstborduurwerk en stoffering, manden, linnengoed, dekens en quilts – "huishoudelijke artikelen van gemiddelde en hoge kwaliteit".
Uiteindelijk had het bedrijf meer ruimte nodig, maar de huidige locatie was gunstig — in het belangrijkste winkelgebied van de stad, tegenover het metrostation Park Street, met trams die zowel op Tremont Street als op Temple Place rijden. In 1908 besloot Stearns om de oude verbouwde tempel te slopen en een nieuw warenhuis van elf verdiepingen te bouwen. Dit nieuwe gebouw was ontworpen door het bedrijf Parker, Thomas &amp; Rice uit Boston.

## Faillissement en sluiting
R.H. Stearns & Company vroeg op 28 maart 1977 uitstel van betaling aan. De vlaggenschipwinkel op Tremont Street sloot op 28 mei 1977, gevolgd door de sluiting van de vijf vestigingen in de voorsteden in de daaropvolgende drie maanden. Op 1 september 1977 was de vestiging in South Shore Plaza de laatste die sloot.